# ماجدولين الإدريسي
ماجدولين الإدريسي (مواليد 24 اكتوبر 1977) ممثلة مغربية،  عاشت فترة من حياتها بكندا. ظهرت في عدد من المسلسلات الكوميدية كـعائلة محترمة جداً للمخرج كمال كمال، وشاركت في عدة مقاطع وأفلام من إخراج سعيد الناصري؛ كفيلم الباندية، وأفلام أخرى منفردة كـالفرح الصغير - براق
- نانسي و الوحش - الفيلم السمفونية المغربية للمخرج كمال كمال - الفصول الخمسة، ومسلسل حياتي، ومسلسل «اليتيمة»، وكانت ضمن لجنة التحكيم في برنامج «ستانداب» لاكتشاف مواهب الفكاهة الذي عرض على القناة الأولى المغربية.

## أعمالها

### المسلسلات
- حياتي
- اليتيمة
- دموع وردة
- ولاد المرسى
- نصف قمر
- ولاد العم
- جوج وجوه
- ألحان الماضي

### مسلسلات كوميدية
- عائلة محترمة جدا
- ياك حنا جيران
- لوبيرج
- دابا تزيان

### الأفلام
- 2002: ولد الدرب
- 2003: الباندية
- 2005: المتاهة
- 2005: الفرح الصغير
- 2006: السمفونية المغربية
- 2007: نانسي والوحش
- 2009: إكس شمكار
- 2011: الفصول الخمسة
- 2013: يوم وليلة
- 2013: سرير الأسرار
- 2015: جوق العميين
- 2016: هنا طاح الريال
- 2017: في بلاد العجائب
- 2017: لحنش
- 2023: ضاضوس
- 2023: أنا مشي أنا
- 2024: البطل
- 2024: جرب تشوف فيلم تلفزيوني
- 2024: جاب الربحة فيلم تلفزيوني
- 2025: روتيني

### البرامج
- ستانداب: عضو في لجنة التحكيم

## روابط خارجية
- ماجدولين الإدريسي على موقع IMDb (الإنجليزية)
- ماجدولين الإدريسي على موقع ألو سيني (الفرنسية)
- ماجدولين الإدريسي على موقع قاعدة بيانات الفيلم (الإنجليزية)
- ماجدولين الإدريسي على موقع كينوبويسك (الروسية)
- ماجدولين الإدريسي على موقع كينوبويسك (الروسية)